# Pinchas Biberfeld
Pour les articles homonymes, voir Biberfeld.
Pinchas (Paul) Biberfeld (né le 31 octobre 1915 à Berlin, Empire allemand et mort le 23 janvier 1999 à Londres, Royaume-Uni) est un rabbin orthodoxe allemand qui immigre en Israël puis devient en 1984 grand-rabbin de Munich, fonction qu'il exerce pendant 10 ans.

## Biographie
Pinchas Biberfeld est né le 31 octobre 1915 à Berlin, Empire allemand. Son père est le Dr. Chaim Eduard Biberfeld (né le 31 octobre 1864 à Breslau et mort le 30 septembre 1939 à Jérusalem,), rabbin et médecin, cofondateur de l'hôpital juif de Berlin (Israelitische Krankenheim).
Il épouse Malka Twersky. C'est la fille du rabbin hassidique Zvi Aryeh Twersky, rebbe de Zlatipol-Chortkov.

### Études
Pinchas Biberfeld fait ses études rabbiniques au Séminaire rabbinique Hildesheimer de Berlin.

### Palestine mandataire
Devant la montée du nazisme, la famille Biberfeld quitte l'Allemagne en 1939 et part pour la Palestine mandataire.
Pinchas Biberfeld continue ses études à la Yechiva Kol Torah et à la Yechiva de Hébron à Jérusalem.

### Tel-Aviv
Dans les années 1950, il fonde le Kollel Zlatipol-Chortkov à Tel-Aviv. Il en est le Rosh Kollel pendant 30 ans.

### Grand-rabbin de Munich
En 1984, Pinchas Biberfeld devient le grand-rabbin de Munich.

### Londres
Sa santé chancelante, Pinchas Biberfeld va vivre à Londres, où vit son fils le rabbin Chaim Michoel (Michael) Biberfeld.

### Mort
Pinchas Biberfeld meurt le 23 janvier 1999 à Londres. Il est enterré au cimetière juif du mont des Oliviers de Jérusalem.

## Œuvres
- (de) Es führt ein mühsamer Weg ans Licht, Jüdische Zeitung, April 6, 1987
- (de) Altes und neues Wunder, Jüdische Zeitung, April 1, 1988
- (de) Eine Nacht, die anders ist, Jüdische Zeitung, April 9, 1990
- (en) Die zehn Plagen, Münchner Jüdische Gemeindezeitung, Heft 22, March 29, 1993